# Sotsvalstare
Sotsvalstare (Artamus cyanopterus) är en fågel i familjen svalstarar inom ordningen tättingar.

## Utseende
Sotsvalstaren är en knubbig fågel med breda trekande vingar och en kort nedåtböjd näbb. Fjäderdräkten är mörkt brungrå med vita yttre handpennor som syns tydligt, både i flykten och på sittande fågel. Stjärten är svart med spetsen svart centralt och vitt på kanterna. I flykten kontrasterar ljus undervinge kraftigt med mörk buk. 

## Utbredning och systematik
Sotsvalstaren förekommer i Australien. Den delas in i två underarter med följande utbredning:
- Artamus cyanopterus cyanopterus – förekommer i  sydöstra Australien (från centrala Queensland till sydöstra South Australia och Tasmanien)
- Artamus cyanopterus perthi – förekommer i sydvästra Western Australia och halvön Eyre (South Australia)

## Levnadssätt
Sotsvalstaren hittas i öppet skogslandskap. Den ses vanligen i små flockar.

## Status och hot
Arten har ett stort utbredningsområde, men tros minska i antal, dock inte tillräckligt kraftigt för att den ska betraktas som hotad. Internationella naturvårdsunionen IUCN listar arten som livskraftig (LC).

## Bilder

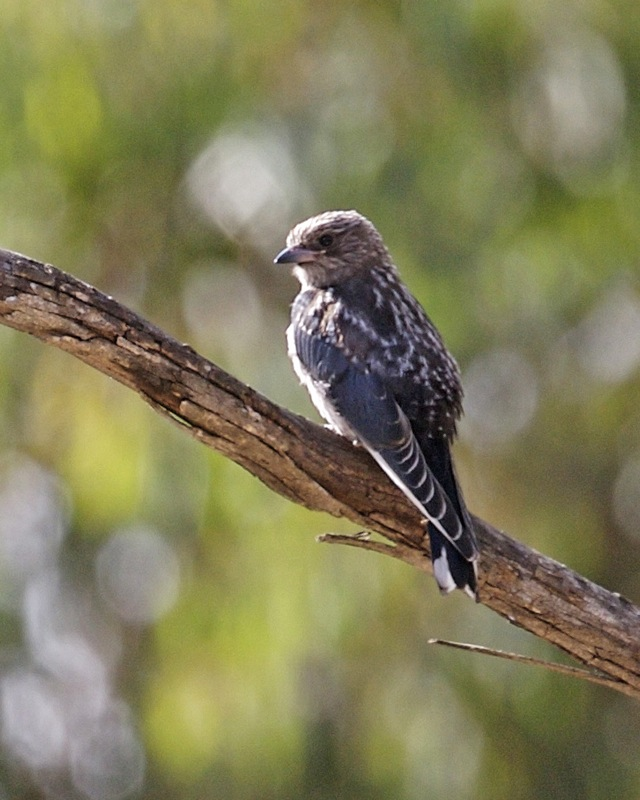
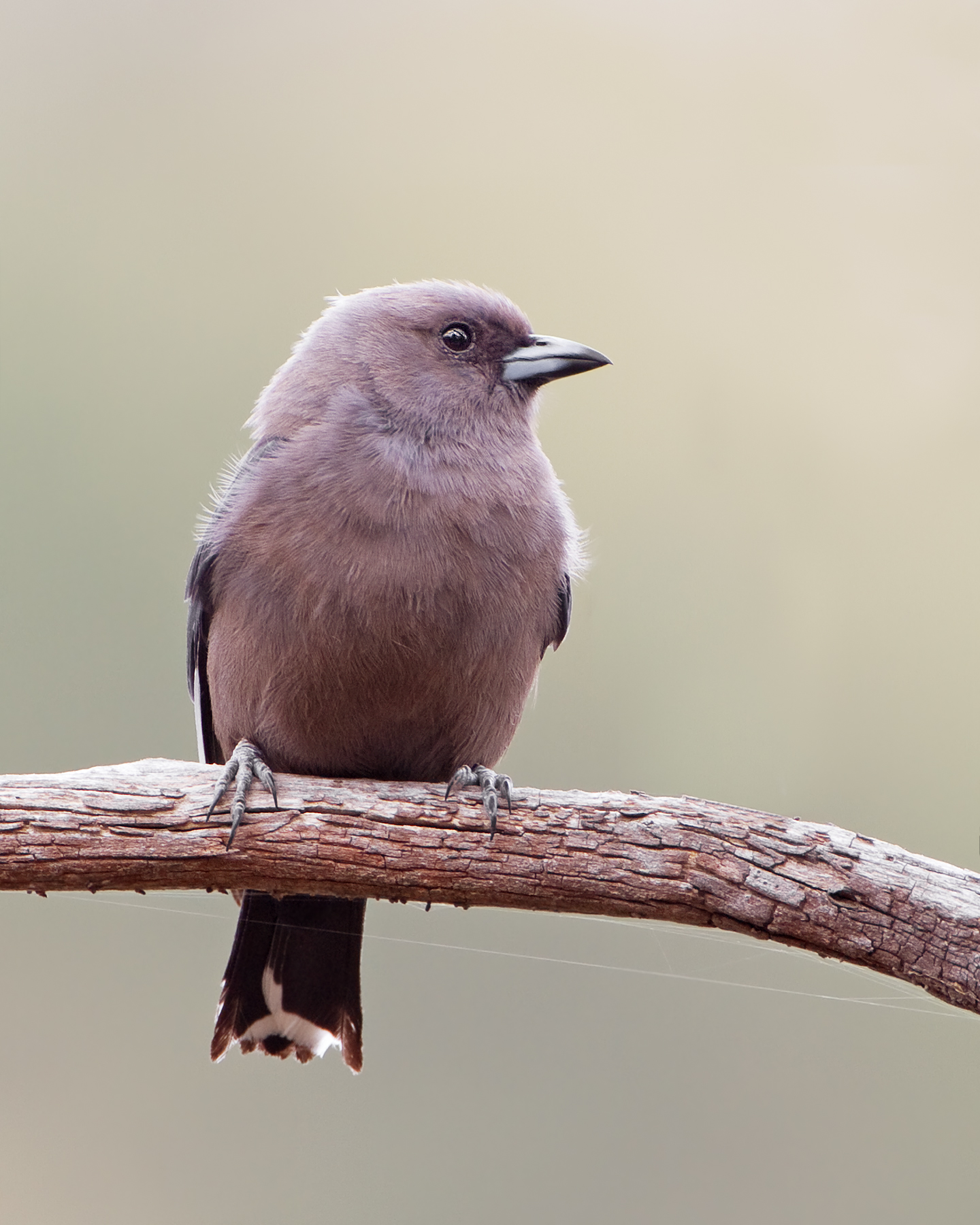
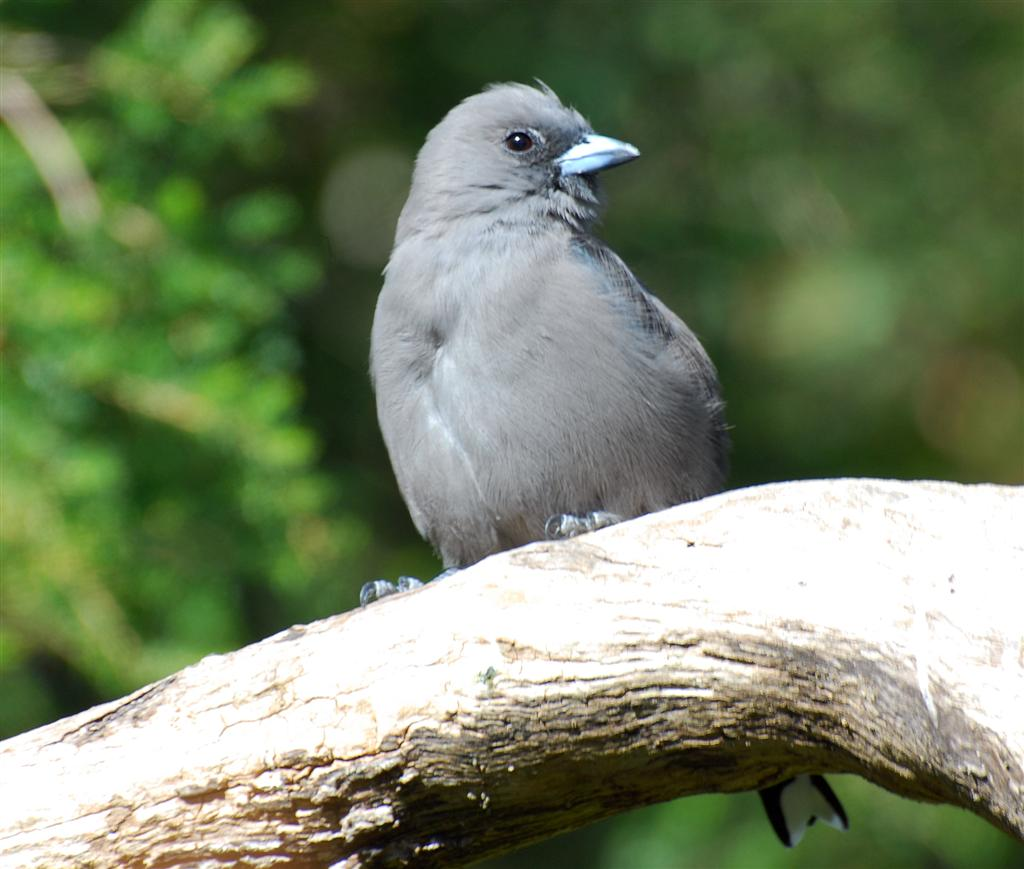